# Ronde van Lombardije 1955
De Ronde van Lombardije 1955 was de 49e editie van deze eendaagse Italiaanse wielerwedstrijd, en werd verreden op zondag 23 oktober 1955. Het parcours leidde van Milaan naar Milaan en ging over een afstand van 222 kilometer. De wedstrijd werd gewonnen door de Italiaan Cleto Maule in een sprint van een groep van negen renners. De volledige groep van 55 renners die op 1 minuut van de winnaar binnenkwam is als elfde geclassificeerd.

## Uitslag
| Ronde van Lombardije 1955 |                  |                    |          |
| Plaats                    | Naam             | Ploeg              | Tijd     |
| Winnaar                   | Cleto Maule      | Torpado            | 5u44'27" |
| 2                         | Alfred De Bruyne | Mercier-Hutchinson | z.t.     |
| 3                         | Angelo Conterno  | Torpado            | z.t.     |
| 4                         | Antonio Uliana   | Leo-Chlorodont     | z.t.     |
| 5                         | René Privat      | Legnano            | z.t.     |
| 6                         | Franco Aureggi   | Atala              | z.t      |
| 7                         | Remo Bartalini   | Frejus             | z.t.     |
| 8                         | Danilo Barozzi   | Atala              | z.t.     |
| 9                         | Walter Serena    | Leo-Chlorodont     | z.t.     |
| 10                        | Marcel Janssens  | Elvé-Peugeot       | + 0' 24" |

1905 · 1906 · 1907 · 1908 · 1909 · 1910 · 1911 · 1912 · 1913 · 1914 · 1915 · 1916 · 1917 · 1918 · 1919 · 1920 · 1921 · 1922 · 1923 · 1924 · 1925 · 1926 · 1927 · 1928 · 1929 · 1930 · 1931 · 1932 · 1933 · 1934 · 1935 · 1936 · 1937 · 1938 · 1939 · 1940 · 1941 · 1942 · 1943 · 1944 · 1945 · 1946 · 1947 · 1948 · 1949 · 1950 · 1951 · 1952 · 1953 · 1954 · 1955 · 1956 · 1957 · 1958 · 1959 · 1960 · 1961 · 1962 · 1963 · 1964 · 1965 · 1966 · 1967 · 1968 · 1969 · 1970 · 1971 · 1972 · 1973 · 1974 · 1975 · 1976 · 1977 · 1978 · 1979 · 1980 · 1981 · 1982 · 1983 · 1984 · 1985 · 1986 · 1987 · 1988 · 1989 · 1990 · 1991 · 1992 · 1993 · 1994 · 1995 · 1996 · 1997 · 1998 · 1999 · 2000 · 2001 · 2002 · 2003 · 2004 · 2005 · 2006 · 2007 · 2008 · 2009 · 2010 · 2011 · 2012 · 2013 · 2014 · 2015 · 2016 · 2017 · 2018 · 2019 · 2020 · 2021 · 2022 · 2023 · 2024 · 2025